# Batalla de Skalitz
La Batalla de Skalitz fue un enfrentamiento menor en la campaña de la batalla de Königgratz/batalla de Sadowa de la guerra austro-prusiana de 1866 en Bohemia el 28 de junio. La batalla de Nachod el día previo (27 de junio de 1866) preparó el escenario para que Steinmetz avanzara sobre Skalitz (Česká Skalice) donde derrotó al Archiduque Leopoldo.

## Acontecimientos
Habiendo sido vencido el día anterior por Steinmetz en Nachod, los austríacos se habían reagrupado en las alturas de Aupa cerca de Skalice, una ciudad con un solo puente sobre el río Aupa. Allí, el VI Cuerpo de Ramming fue relevado por el VIII Cuerpo del Archiduque Leopoldo. Benedek, habiendo llegado al campo y explorado el terreno, decidió a las 11:00 a. m. abandonar cualquier pensamiento de contraatacar a los prusianos con los Cuerpos combinados VI, VIII y IV, reanudó su marcha hacia Jičín, ordenando al VIII Cuerpo que abandonara Skalice si antes de las 2:00 p. m. no había comenzado una seria batalla. Después de transmitir estas órdenes, Benedek partió hacia su ejército principal. Apenas 15 minutos después de la partida de Benedek, la batalla estalló.
Mientras los austriacos prevaricaban, Steinmetz decidió a las 8:30 a. m. enviar ocho batallones de infantería y tres baterías de la 9.ª División para probar el flanco izquierdo del VIII Cuerpo, mientras que su 10.ª División atacaría y amarraría al centro austríaco. A las 11:00, la 9.ª División se acercaba a la brigada Fragern y los prusianos se infiltraban en el Bosque de Dubno, de vital importancia táctica. A las 12:30, Fragern, por iniciativa propia, decidió utilizar su brigada para desalojar a los prusianos del bosque y dejó su fuerte posición en lo alto de la colina para atacarlos en el bosque. La carga del general Fragern se encontró con el fuego concentrado de la infantería prusiana del fusil de aguja Dreyse donde fue asesinado y 3000 hombres de su brigada resultaron muertos o heridos. La brigada de Fragern se hizo añicos y abandonó el campo en pánico.
La siguiente brigada en la línea austríaca, la de Kreyssern, fue absorbida por el mal concebido contraataque austríaco. Sintiéndose obligado a apuntalar la debilitada brigada de Fragern, el general Kreyssern envió cinco batallones para apoyar a los regimientos que huían del comando de Fragern. Los batallones de Kreyssern se encontraron con un regimiento de granaderos prusianos de la 9.ª División y una brigada de la 10.ª División, cerca del terraplén ferroviario. Kreyssern murió durante la lucha de fuego y su brigada colapsó, lo que permitió a los prusianos llegar a la estación de trenes de Skalice. La 10.ª división atacó el centro y la derecha del VIII Cuerpo austriaco, mientras que la 9.ª División giró el flanco izquierdo austriaco. A las 2:15 p. m., reconociendo el peligro de ser desconectado de su solitario puente, el Archiduque Leopoldo ordenó al VIII Cuerpo que retrocediera, lo que se convirtió en un revuelo precipitado. A las 3:00 p. m. los prusianos habían tomado Skalice.

## Resultado
Habiendo sido dirigido por un incompetente comandante principesco que, según Wawro, no dio una solo orden durante la batalla, y donde los subordinados lanzaron ataques sin órdenes, el VIII Cuerpo austríaco fue gravemente mutilado. En total perdió alrededor de 6000 hombres, entre los cuales había 3000 prisioneros. Como causa de la batalla, Benedek prevaricó y detuvo el avance del Ejército del Norte sobre Jičín, lo que permitió a los ejércitos prusianos enlazarse y envolver a su ejército, y finalmente condujo a su derrota en Königgrätz.